# Hofmark Aicha vorm Wald

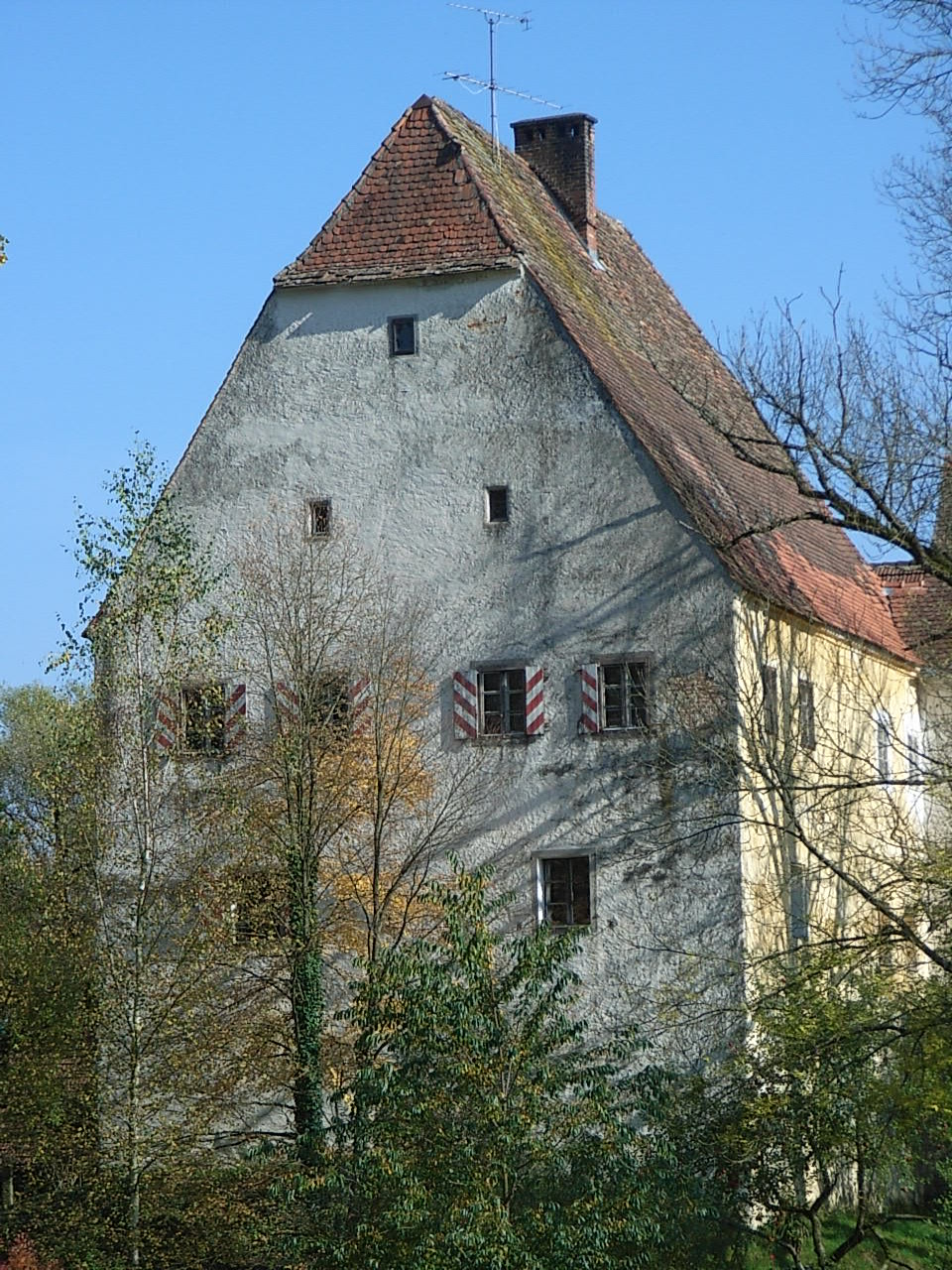
Schloss Aicha vorm Wald

Die Hofmark Aicha vorm Wald war eine geschlossene Hofmark mit Sitz in Aicha vorm Wald, heute eine Gemeinde im niederbayerischen Landkreis Passau. Verwaltungssitz der Hofmark war das Schloss Aicha vorm Wald.

## Geschichte
Der Sitz Aicha ist erstmals 1410 bezeugt. Er war bereits seit Generationen im Lehnsbesitz der Familie Pfeil. Zu Beginn des 16. Jahrhunderts übernahmen die Püchler von Weideneck und 1540 durch Heirat die Siegertshofer die Hofmark. Nach den Siegertshofer folgten die Edlen von Stoer, die um 1580 im Wesentlichen das heutige Aussehen von Schloss Aicha vorm Wald gestalteten.

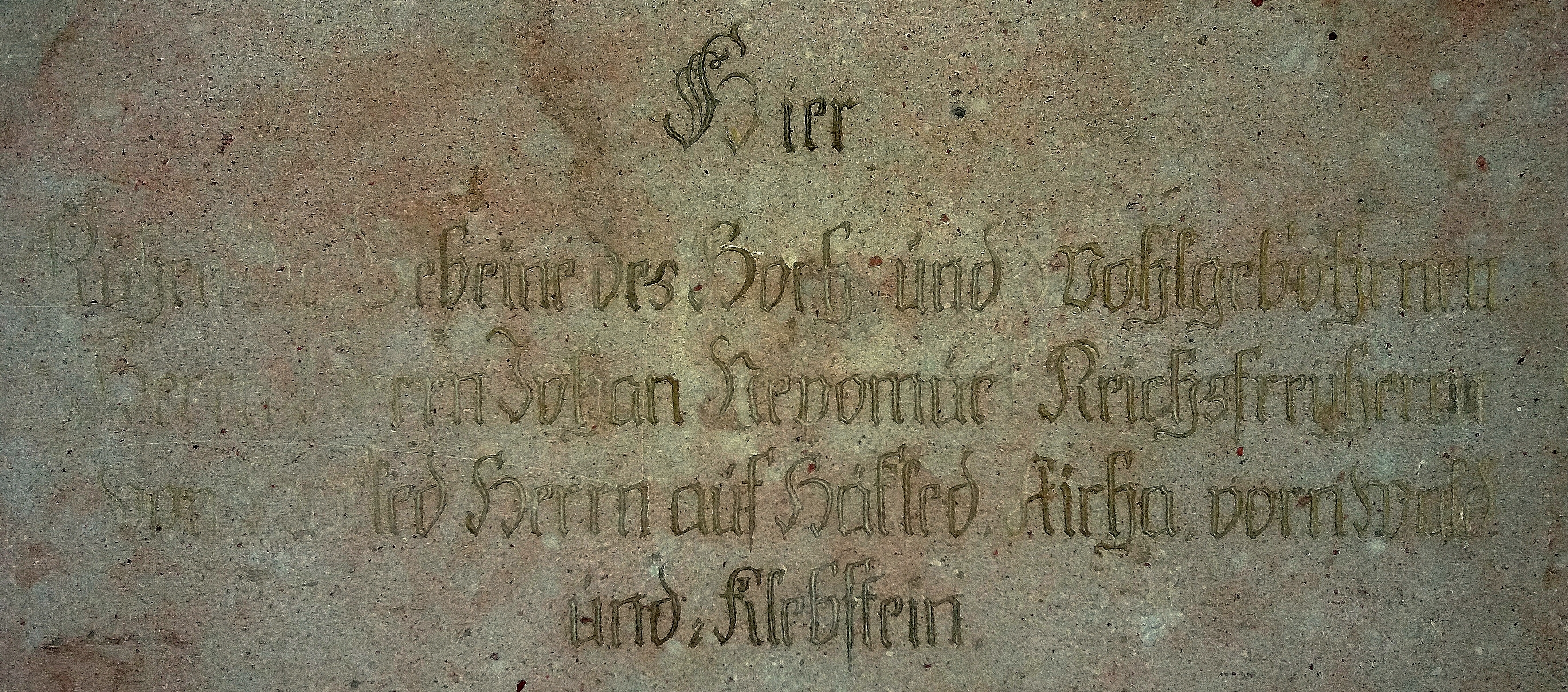
Grabdenkmal des Johann Nepomuk von Hackledt (1727–1799) mit Erwähnung der Sitze Hackledt, Aicha vorm Wald und Klebstein unter seinen Besitztiteln

Im Jahr 1682 kaufte der kurfürstliche Rat, Baron Kaspar von Schmidt zu Sulzbach, die Hofmark und veräußerte sie wieder vor 1689 an Siegmund Friederich Süntzl von Söldenau. Nach seines und seiner Witwe Tod erbte sie 1724 Adam Leopold von Rehling. Von ihm erwarb sie Max Alois von Asch. 1752 kaufte Freifrau von Hackledt das Schloss und die Hofmark, 1773 ging sie an Freiherr von Schönhueb über. In den Jahren 1765 bis 1777 ist als Inhaber einiger Grundstücke auch Baron von Schrecksleb genannt.
Im Jahr 1792 übernahm Joseph Anton Freiherr von Hackledt die Hofmark, danach wurde 1800 dessen Erbe, Baron Joseph von Peckenzell, neuer Eigentümer. Der Färbermeister und spätere Landtagsabgeordnete Friedrich Zaspel erwarb 1816 das Anwesen.